# تفتيش سريري
التفتيش السريري أو التفتيش الطبي هو عملية تحسين الجودة التي تسعى إلى تحسين رعاية المرضى والنتائج من خلال المراجعة المنهجية للرعاية مقابل معايير واضحة وتنفيذ التعديلات.